# Piggusrivier
De Piggusrivier  (Zweeds - Fins: Piggusjåkka; Samisch: Biggusjohka) is een rivier die stroomt in de Zweedse gemeente Kiruna. De rivier verzamelt haar water op de berghellingen van de 845 meter hoge Biggusoaivi.Ze stroomt zuidwaarts en na 3 kilometer stroomt ze de Råstrivier in.
Afwatering: Piggusrivier → Råstrivier → Lainiorivier → Torne → Botnische Golf